# Биковецька сільська рада
Бикове́цька сільська́ ра́да — адміністративно-територіальна одиниця та орган місцевого самоврядування в Шумському районі Тернопільської області. Адміністративний центр — село Биківці.

## Загальні відомості
- Територія ради: 14,138 км²
- Населення ради: 729 осіб (станом на 2001 рік)
- Територією ради протікає річка Кума

## Населені пункти
Сільській раді були підпорядковані населені пункти:
- с. Биківці

## Склад ради
Рада складалася з 12 депутатів та голови.
- Голова ради: Пилип'юк Юрій Васильович
- Секретар ради: Чаплюк Ольга Вікторівна

### Керівний склад попередніх скликань
| Прізвище, ім'я, по батькові | Основні відомості                                                               | Дата обрання | Дата звільнення |
| --------------------------- | ------------------------------------------------------------------------------- | ------------ | --------------- |
| Лук'янов Василь Лукич       | Сільський голова, 1955 року народження, безпартійний                            | 26.03.2006   | 31.10.2010      |
| Пилип'юк Юрій Васильович    | Сільський голова, 1978 року народження, освіта середня спеціальна, безпартійний | 31.10.2010   |                 |

Примітка: таблиця складена за даними сайту Верховної Ради України

### Депутати
За результатами місцевих виборів 2010 року депутатами ради стали:

#### За суб'єктами висування
| Суб'єкт висування         | Кількість обраних депутатів | %    |
| ------------------------- | --------------------------- | ---- |
| Самовисування             | 11                          | 91,7 |
| Українська Народна Партія | 1                           | 8,3  |

#### За округами
| № округу                  | Прізвище, ім'я, по батькові       | Дата визнання обраним | Освіта             | Партійна приналежність | Відомості про обраного депутата                        |
| ------------------------- | --------------------------------- | --------------------- | ------------------ | ---------------------- | ------------------------------------------------------ |
| Українська Народна Партія |                                   |                       |                    |                        |                                                        |
| 12                        | Медвідь Микола Романович          | 05.11.2010            | середня            | позапартійний          | тимчасово не працює                                    |
| Самовисування             |                                   |                       |                    |                        |                                                        |
| 1                         | Кондратюк Мирослава Володимирівна | 05.11.2010            | середня спеціальна | позапартійна           | Шумська ЦРЛ, медична сестра                            |
| 2                         | Нетребчук Юрій Васильович         | 05.11.2010            | середня            | позапартійний          | тимчасово не працює                                    |
| 3                         | Ільчук Наталія Анатоліївна        | 05.11.2010            | вища               | позапартійна           | Потуторівська загальноосвітня школа І ст., вчитель     |
| 4                         | Чаплюк Ольга Вікторівна           | 05.11.2010            | вища               | позапартійна           | Биковецькасільська рада, секретар виконавчого комітету |
| 5                         | Сафанюк Світлана Володимирівна    | 05.11.2010            | вища               | позапартійна           | Биковецький НВК, вчитель                               |
| 6                         | Носалюк Іванна Петрівна           | 05.11.2010            | середня            | позапартійна           | тимчасово не працює                                    |
| 7                         | Войцешко Тетяна Борисівна         | 05.11.2010            | вища               | позапартійна           | Биковецькасільська рада, головний бухгалтер            |
| 8                         | Процишин Олександр Борисович      | 05.11.2010            | середня            | позапартійний          | тимчасово не працює                                    |
| 9                         | Андрійчук Андрій Пилипович        | 05.11.2010            | середня спеціальна | позапартійний          | тимчасово не працює                                    |
| 10                        | Мартинюк Надія Андріївна          | 05.11.2010            | середня спеціальна | позапартійна           | тимчасово не працює                                    |
| 11                        | Попович Павло Андрійович          | 05.11.2010            | середня            | позапартійний          | Фермерськегосподарство"Бері-жок", охоронець            |